# Gastrochaena difficilis
Gastrochaena difficilis is een tweekleppigensoort uit de familie van de Gastrochaenidae. De wetenschappelijke naam van de soort is voor het eerst geldig gepubliceerd in 1855 door Deshayes.